# فخر جهان خانم
فخر جهان خانم (زاده ۱۲۱۱ - درگذشته ۱۲۷۵ قمری) ملقب به فخرالدوله، دختر ششم فتحعلی‌شاه از زن چهلم او، به نام فاطمه خانم، مشهور به سنبل باجی، از اسرای کرمان بود. فخرالدوله از دختران بسیار متشخص و با عرضهٔ فتحعلی‌شاه بود و اوست که علی میرزا ظل‌السلطان را از کشته شدن به دست محمدشاه نجات داد.
فخرالدوله را در جوانی به میرزا محمدخان پسر حسینقلی‌خان قاجار دادند، ولی اخلاق زن و شوهر سازگار نیامد و فخرالدوله پس از مدتی از میرزا محمدخان طلاق گرفت. پس از جدایی از شوهر، نخست در حیاط سروستان از بناهای کاخ گلستان سکونت گزید. پس از آن خانه‌های ارگ سلطنتی که در ابتدا منزلگاه فتحعلی‌شاه بود به او داده شد. دستگاه فخرالدوله از هرجهت کامل بود و فراش خانه و چادر خانه و اصطبل اختصاصی داشت. جوشقان و اشتهارد در تیول او بود و فتحعلی‌شاه کاخ نیاوران را برای او بنیان گذاشت. در ابتدا همواره چند نفر از شاهزادگان در نیاوران در ندامت فخرالدوله به سر می‌بردند تا آنکه پس از جنگ دوم ایران و روسیه سفرهای ییلاقی فتحعلی‌شاه به چمن سلطانیه موقوف شد و به جای آن هر تابستان با عده زیادی از اهل اندرون و شاهزادگان در نیاوران مهمان فخرالدوله می‌شد. فخرالدوله دیگ و اسباب طباخی طلا داشت و در زمان اقامت پدرش خود برای او در دیگ طلا غذا می‌پخت.
پس از مرگ فتحعلی‌شاه علی میرزا ظل‌السلطان در تهران ادعای سلطنت کرد و به نام علیشاه تاجگذاری نمود. پس از مدتی به تدبیر قائم‌مقام فراهانی تهران فتح و ظل‌السلطان مخذول شد و محمدشاه که وارث رسمی تاج و تخت بود، به نام محمدشاه تاجگذاری کرد. در این حال احتمال می‌رفت که شاه دستور کور کردن یا قتل ظل‌السلطان را صادر کند. به همین دلیل فخرالدوله بی‌درنگ ظل‌السلطان را با خود به نزد محمدشاه برد و شاه با احترام و وساطت او، از کور کردن یا کشتنش صرفنظر نمود. پس از این واقعه فخرالدوله به زیارت کربلا رفت و در بازگشت صد من تبریز خاک کربلا آورد که در آرامگاه فتحعلی‌شاه در قم ریختند و شاه را در آن دفن کردند. فخرالدوله سال‌ها با احترام تمام در تهران می‌زیست و منزل او محل اجتماع دختران و پسران فتحعلی‌شاه بود. او شاهزاده‌ای بذال و بخشنده بود و مهمانی‌هایی مفصل برگزار می‌کرد، به همین سبب در اواخر عمر مقروض بود. او در سال ۱۲۷۵ قمری در تهران بلااولاد درگذشت.
سپهر در ناسخ التواریخ دربارهٔ وی می‌نویسد:
امّا نیک بزرگ و حضرتش مطاف بزرگان است.